# The Winner Takes It All: The ABBA Story
The Winner Takes It All: The Abba Story (conhecido no Brasil como ABBA the Winner Takes It All - A História do ABBA) é um documentário de 90 minutos que conta a história do grupo sueco ABBA, bem como a vida pessoal de cada um dos seus membros. Foi lançado em 23 de novembro de 1999 em DVD pela PolyGram.
O documentário foi primeiramente exibido na televisão do Reino Unido, em 15 de maio de 1999, e anos mais tarde na Austrália. É o primeiro lançamento em DVD do ABBA, além de ser o primeiro programa em que aparecem os quatro membros do grupo juntos desde sua última aparição em 1986.[carece de fontes?]
O nome do documentário relembra a canção "The Winner Takes It All", lançada como single em meados de 1980.

## Conteúdo do DVD
Cenas extraídas, exclusivamente, de ensaios e performances, ao vivo, do musical Mamma Mia!, baseado nas músicas do grupo. Imagens de shows e entrevistas com Bono Vox, Malcolm McLaren, Paul Gambaccini, Tim Rice, entre outros.

### Videoclipes
1. Money, Money, Money
2. Waterloo
3. I Do, I Do, I Do, I Do, I Do
4. SOS
5. Fernando
6. Dancing Queen
7. Chiquitita
8. Ring Ring
9. Gimme! Gimme! Gimme!
10. Honey, Honey
11. Super Trouper
12. Mamma Mia
13. Voulez-Vous
14. Does Your Mother Know
15. Summer Night City
16. The Name Of The Game
17. Knowing Me, Knowing You
18. The Winner Takes It All
19. The Day Before You Came
20. Thank You For The Music

## Recepção
| Críticas profissionais | Críticas profissionais |
| Avaliações da crítica  | Avaliações da crítica  |
| Fonte                  | Avaliação              |
| ---------------------- | ---------------------- |
| Amazon                 | link                   |
| IMDB                   | link                   |
| Rotten Tomatoes        | link                   |
| Rate Your Music        | link                   |

John Galilee do site Amazon considerou o documentário "uma obrigação para todos os fãs do ABBA, inclusive aqueles que desejam descobrir o patrimônio de um dos maiores grupos de música pop do mundo." Marnix ten Brinke, do site IMDB elogiou o documentário, mas declarou que foi "uma vergonha o ABBA não querer ser filmado em conjunto, para que eles pudessem conversar um com os outros".

### Prêmios
| Ano  | Premiação      | Categoria                                                   | Resultado |
| ---- | -------------- | ----------------------------------------------------------- | --------- |
| 2000 | BAFTA TV Award | Melhor Programa de Artes ou Série - Chris Hunt e Steve Cole | Indicado  |